# Водоотлив
Водоотли́в — отвод и удаление вод из действующих шахт, рудников, карьеров, а также во время проходки вертикальных, наклонных и горизонтальных горных выработок, котлованов, траншей.

## Карьерный водоотлив

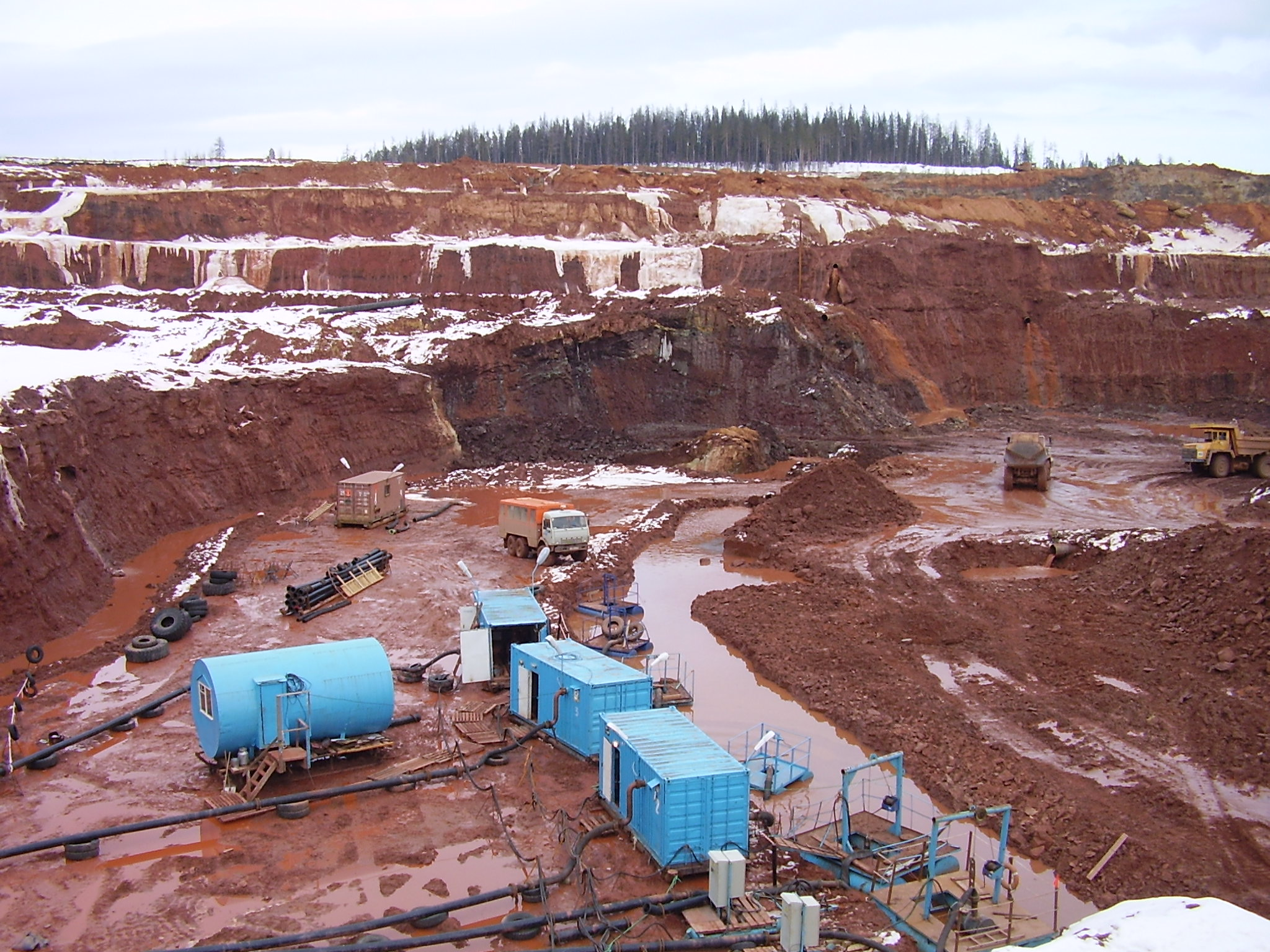
Водоотлив карьера кимберлитовой трубки Архангельская месторождения им. М. В. Ломоносова.

Водоотлив — одна из важнейших вспомогательных работ строительного дела, к которой приходится прибегать при устройстве оснований и фундаментов как в том случае, когда местность покрыта водою и работа ведется за перемычкой, так и в том, когда котлован опускается ниже горизонта грунтовых вод. Как бы ни была тщательно устроена перемычка, по мере отлива из-за неё воды появляются фильтрации и через перемычку, и через дно. В открытые котлованы грунтовая вода проникает также через дно и откосы. Если бы в пространство, огражденное перемычкою, вода не просачивалась, нужно было бы отлить только один раз объём воды, обусловливаемый размерами перемычки или котлована.
При существовании фильтрации по мере понижения горизонта воды в перемычке или котловане нарушается гидростатическое равновесие воды по обеим сторонам перемычки или внутри и вне котлована и является движение воды в сторону осушаемого пространства. Скорость этого движения зависит от степени водопроницаемости перемычки или грунта, в котором вырыт котлован, и абсолютной разности горизонтов. Чтобы можно было при существовании фильтрации осушить дно котлована или перемычки, насосы должны быть рассчитаны таким образом, чтобы они могли отливать в единицу времени большее количество воды, чем её поступает путём фильтрации. Положим, например, что объем воды в перемычке = 1000 м³., сила насоса 100 м³ в час, а фильтрация, начиная от 20 м³, доходила бы до 60 кубических метров; время, в которое бы можно было осушить перемычку, приблизительно равно: 1000/[100 — (20 + 60)/2] = 16,66 час.
Затем для поддержания воды на одном уровне насос мог бы работать вдвое медленнее. В зависимости от силы водоотливных приспособлений и силы фильтрации работа ведётся непрерывно или периодически. Имея водоотливные приспособления, производительность которых немногим превышает фильтрацию, выгоднее водоотлив производить непрерывно днём и ночью и поддерживать таким образом воду на низком уровне, чтобы утром не пришлось бы терять много времени в ожидании освобождения котлована. При сильных насосах, наоборот, выгоднее прекращать водоотлив на ночь: сильными насосами котлован или перемычка могут быть утром сравнительно быстро осушены. При сильной фильтрации и сильных насосах выгоднее водоотлив производить также периодически, потому что после заполнения котлована или перемычки водою фильтрации прекращаются сами собою, а потому является экономия в работе. При слабых фильтрациях и сильных насосах периодичность работы становится еще выгоднее. Периодичность водоотлива уменьшает силу фильтрации, так как пути, по которым пробирается вода в котлован, успевают отчасти засориться; если грунт размывается течением, то, прекращая фильтрацию, уменьшаем размыв грунта. Эти два обстоятельства всегда следует принимать в расчёт при избрании приспособлений для водоотлива. Периодичность водоотлива, а, следовательно, и периодическое затопление котлована водою имеет и другие хорошие стороны: если ночью бывают заморозки, слой воды, покрывающий кладку фундамента, защищает её от мороза; неокрепший бетон не размывается и т. д. Прибавляя ко всему вышесказанному, что вода, которую приходится отливать из котлована или перемычки, содержит в себе много глины, песка, разного мусора, можно вывести следующие условия, которым должны удовлетворять водоотливные приспособления. Они должны: 1) иметь по возможности малые размеры, чтобы не было надобности увеличивать площадь котлована или перемычки для их размещения; 2) быть достаточно сильны для возможности периодической работы; 3) легко приспособляться к отливу воды при различной высоте её горизонта; 4) быть приспособлены к отливу грязной воды; 5) быть по возможности простой конструкции, чтобы не легко повреждаться и чтобы отдельные части, скорее изнашивающиеся или засоряющиеся, легко могли быть заменены новыми или очищены; 6) быть легко подвижны для облегчения пользования ими.
Для избежания бесполезной траты силы при откачивании воды последнюю не следует поднимать выше, чем требуется для её удаления; поэтому, если перемычка значительно возвышается над горизонтом речной воды, — в ней оставляется отверстие, через которое можно отводить воду. Отверстие это должно быть плотно запираемо на время надводков.
Кроме описанного применения при строительных работах, водоотлив входит как весьма важный процесс в другие технические операции. Так, он является необходимой принадлежностью сухих доков, где для него устраиваются постоянные машины. Роль водоотлива также важна при спасании тонущих или утонувших судов. Наконец, в деле осушения местности водоотлив достигает наибольшего значения.

## Шахтный водоотлив
При подземной разработке различают вспомогательный, главный, центральный и региональный типы водоотлива.